# Paspalum serpentinum
Paspalum serpentinum är en gräsart som beskrevs av Ferdinand von Hochstetter och Ernst Gottlieb von Steudel. Paspalum serpentinum ingår i släktet tvillinghirser, och familjen gräs. Inga underarter finns listade i Catalogue of Life.